# Лето 85
«Лето 85» (фр. Été 85) — художественный фильм французского режиссёра Франсуа Озона 2020 года. Главные роли в нём сыграли Феликс Лефевр, Бенжамен Вуазен, Валерия Бруни-Тедески, Мельвиль Пупо, Изабель Нанти.

## Сюжет
Действие фильма происходит летом 1985 года на побережье Нормандии (Франция). Между 16-летним Алексисом и 18-летним Давидом возникают чувства. После шести недель любви Давид начинает встречаться с девушкой по имени Кейт и объясняет Алексису, что он не может всю жизнь любить одного человека. Молодые люди ссорятся, Давид сразу после этого разбивается на мотоцикле, его мать обвиняет Алексиса в случившемся.
После похорон Алексис решает выполнить условия заключённого с Давидом договора: тот, кто пережил возлюбленного, должен станцевать на его могиле. Во время танца его арестовывают. Алексис отказывается объяснить свой поступок, и тогда социальная работница обращается за помощью к хорошо знающему Алексиса учителю литературы. По предложению последнего мальчик записывает свои воспоминания и по ходу дела находит исцеление.

## В ролях
| Актёр                 | Роль             |
| --------------------- | ---------------- |
| Феликс Лефевр         | Алексис          |
| Бенжамен Вуазен       | Давид            |
| Валерия Бруни-Тедески | мать Давида      |
| Филиппин Вельж        | Кейт             |
| Изабель Нанти         | мать Алексиса    |
| Лоран Фернандес       | отец Алексиса    |
| Мельвиль Пупо         | учитель Алексиса |

## История создания
Литературной основой фильма стал роман британского писателя Эйдена Чемберса «Станцуй на моей могиле». Режиссёр Франсуа Озон сам написал сценарий, сделав местом действия французский курорт вместо английского. Изначально фильм назывался «Лето 84», но после того как было решено добавить песню The Cure 1985 года, название пришлось изменить.
Озон говорил, что мечтал экранизировать книгу «Станцуй на моей могиле» с тех пор, как ему исполнилось 17 лет. На вопрос «Почему вам понадобилось 35 лет, чтобы снять этот фильм?» он ответил: «Может быть, мне потребовалась целая жизнь, чтобы успокоиться и дистанцироваться, чтобы рассказать эту историю как можно лучше. Наверное, когда я прочитал эту книгу, я был слишком близок к герою, чтобы посмотреть на него со стороны. А еще мой предпоследний фильм, „По воле божьей“, дался мне с огромным трудом — поэтому после него хотелось заняться чем-то более легким. И тогда я перечитал книгу Эйдена Чемберса и вспомнил, как она была важна для меня. Поэтому я решил рассказать две истории сразу — и о семнадцатилетнем себе, и об этой книге».
Съёмки проходили в Нормандии с 27 мая по 21 июня 2019 года. Фильм оказался в числе 56 фильмов, выбранных для очередного Каннского фестиваля, который был отменён из-за пандемии коронавируса. 14 июля 2020 года он вышел во французский прокат, 13 сентября того же года его показали на кинофестивале в Торонто, 18 июня 2021 года «Лето 85» вышло в американский прокат.

## Отзывы
На сайте-агрегаторе рецензий Rotten Tomatoes фильм имеет рейтинг 80 % со средней оценкой 6.5/10. Критики сайта признали, что это не лучшая работа Озона, но всё же назвали картину «соблазнительной, горько-сладкой одой подростковой любви и её затяжным последствиям».
Рецензент РБК охарактеризовал «Лето 85» как «легкую провокацию — элегантную, игривую и умеренно несерьезную». Для Андрея Плахова это в первую очередь ностальгическое кино о «старом добром мире без беженцев, терроризма и коронавируса», наполненное самоцитатами. Обозреватель Фильм.ру пишет о картине как о «по-летнему теплой подростковой мелодраме и личном кино о взрослении», «таком чересчур шаблонном и сентиментальном, но все равно очаровательном кино, которое обязательно найдет своего зрителя». Рецензент Афиши.ру не увидел в «Лете 85» чего-то оригинального, отметив: «когда квир-кино нормализовано, а негетеросексуальность на экране — давно не событие, есть логичный зрительский запрос на что‑то ещё».